# Марина Будва
Марина Будва смештена је у општини Будва у Црној Гори. Према попису, у општини, из 2011. било је 13.338 становника.

## Основне карактеристике марине
Марина Будва (Dukley Marina Budva) је смештена у ували поред Старог града Будве. Такође, ту се налазе и Лучке власти и гранични прелаз. Дубина у пристаништу је различита тако да испред Старог града износи 2 до 5м, а на унутрашњем гату од 1,8 до 4м, а на спољњем 2 до 5м. Након уласка у Јадран из Јонског мора, као прва се налази Марина Будва која је већ постала популарна успутна станица за мале јахте због своје лакоће приступа, изванредних улуга и спектакуларног положаја на обали Јадранског мора, поред древних зидина 2.500 година Старог града.
 Простире се на 62.000 m², од чега 4.000 m² на сувом. Марина Будва располаже са 600 везова од чега 380 комерцијалних везова за пловила дужине 560 м. Они су подељени у 17 секција. Све секције имају прикључке за воду и струју. Највећа дубина је 8 м. Саобраћајна повезаност, односно доступност марине, један је од веома значајних фактора понуде који опредељује кориснике јахтинг пловила за одређену дестинацију. У склопу марине налази се објекат површине 131 m² у којем су смештени царина, полиција, продавница наутичке опреме и службена канцеларија администрације. Непосредна близина има обиље шеталишта, лепих плажа, луксузних ресторана, бутика и разноврсног ноћног живота. Крстарење и водени спортови обилују са нетакнутим везовима, плажама и клубовима у непосредној близини марине. Комплетна површина марине је под видео надзором и покривена је wireless системом за Интернет. Марина Будва својим клијентима поред веза, осигурава и друге услуге: прање, полирање, спуштање пловила у море, пилотажа (помоћ при управљању), catering и друго. Зато је она у незваничној категоризацији добила 4 од 5 сидра.
Највећи број упловљавања (230) имали су бродови САД, што представља 21,12% од укупног броја упловљавања. Значајан број упловљавања имали су и бродови из Италије (12,21%), Аустрије (7,89%), Велике Британије (6,24%) и Србије (5,60%).
Основни принцип стратегијског размишљања о развоју Марине Будва у условима постојеће економске и кризе треба да буде њен одрживи развој. Он подразумева неопходност проналажења компромиса између еколошке потребе за очувањем постојећих природних ресурса и потребе за економским развојем. Да би се реализовао наведени одрживи развој, морају се код дефинисања развојних параметара утврдити пројектовани темељни просторни капацитети и њихов квалитет, с једне стране, и границе раста нових прихватних капацитета у одређеном периоду, с друге стране. Потребно је да иновира понуду у складу са променама на међународном тржишту наутичког туризма. У том смислу се дефинише нови развојни концепт управљања који би могао осигурати дугорочни стабилан раст и одржив развој луке. Будванска лука требало би да функционише превасходно као привезиште за наутичаре који желе видети Стари град. Уколико би даље ширење марине било велико, дошло би до затварања акваторија Будванске увале и повећања нивоа његовог загађења - Словенске плаже. То би се одразило такође на драстично смањење ренте приобалне зоне Будве.
| Марина Будва  | Карактеристике                                  |
| Површина воде | 4.500 qм                                        |
| Дубина        | 3,7-5,1 м                                       |
| Дужина обале  | 300 м                                           |
| Тип брода     | До класе VIII                                   |
| Понуда        | 34 прикључака за воду и 68 прикључака за струју |

## Предности
- Повољне климатске погодности, природне лепоте и чисто море, природне атракције, разуђена обала
- Атрактиван Стари град у непосредној близини луке (200 м)
- Лична сигурност и сигурност пловидбе
- Заштићена зона луке (осим код буре која ретко дува)
- Лука са пумпном станицом, снабдевање водом и струјом, паркинг
- Смештајно-угоститељска понуда
- Неколико малих острва у близини, биолошка разноврсност и разноликост
- Близина главних саобраћајница и значајних туристичких дестинација, близина аеродрома Тиват - 15 км и Подгорица - 60км

## Слабости
- Недостатак везова за веће јахте
- Улазак у луку није непроблематичан, али маркиран је бовама
- Недовољан број телефонских прикључака
- Нису одвојена места за локално и комерцијално везивање бродова, стога је лука по правилу без регулативе, тако да локалне бродове блокирају долазак других
- Марина са око 350 места није завршена
- Недостатак појединих врста услуга (не нуди се сервис у марини)
- При јужном ветру вода је немирна, а при северном, ветар притиска бродове према копну
- Изражена сезонска осцијација тражње
- Недовољна промотивна активност

## Шансе/Пројекти/Препоруке
1. Унапређење/развијање марине (укључујући лучку зону) са укупно 450 места
2. Јачање промотивне активности марине на међународним туристичким сајмовима
3. Коришћење/пренамена слободне површине (тренутно паркинг) у туристичке сврхе (нпр.рибља пијаца, пијаца старих антиквитета и сувенира...)
4. Употреба паркинга (поред Старог града) само за наутичке туристе
5. Предвиђање изгарадње близу 300 везова
6. Законске олакшице за наутички туризам
7. У општини Будва, где су смештени Рафаиловићи и Буљарице, биле би идеалне локације за развој наутичког туризма (везови, основни сервис, трговина наутичке опреме, спортови на води, смештајно-угоститељски објекти...)
8. Даље унапређење саобраћајне доступности (изградња саобраћајне инфраструктуе, најава нискобуџетних авио компанија...)

## Будући развој марине
Мисија будућег развоја марине може се дефинисати на следећи начин: одрживи економски развој по мери човека (наутичара-туриста и домицијалног становништва), који ће:

♦ Уважавати баштину предака, постојеће природно окружење и потребе будућих генерација,

♦ Доприносити развоју националне привреде, приморског региона и града Будве,

♦ Доприносити запослености и расту животног стандарда,

♦ Квалитативно и квантитативно повећавати ниво услуга.

Реализација наведене мисије претпоставља дефинисање и реализацију следећих стратегијских развојних циљева: одрживо кориштење и управљање постојећим и будућим ресурсима (природним, инфраструктурним, културним, образовним и другим), умерена изградње нових прихватних капацитета, санација, реконструкција, модернизација и ревитализација постојећих прихватних капацитета, успостављање строгог институционалног надзора над развојем, инсталисање опреме за заштиту мора од загађења, стимулисање развоја ремонтних и сервисних центара, јачање конкурентности свих субјеката наутичког туризма, примена нових технологија и еколошких стандарда, продужавање сезоне коришћења прихватних капацитета, повећавање нивоа услуга и бројности садржаја, повећање општег нивоа опремљености комуналне, организовање манифестација које доприносе реклами марине и успостављање система континуираног образовања учесника у наутичком туризму.